# Physalis viridoflava
Physalis viridoflava är en potatisväxtart som beskrevs av Umaldy Theodore Waterfall. Physalis viridoflava ingår i släktet lyktörter, och familjen potatisväxter. Inga underarter finns listade i Catalogue of Life.